# Tăng Âm Quyền

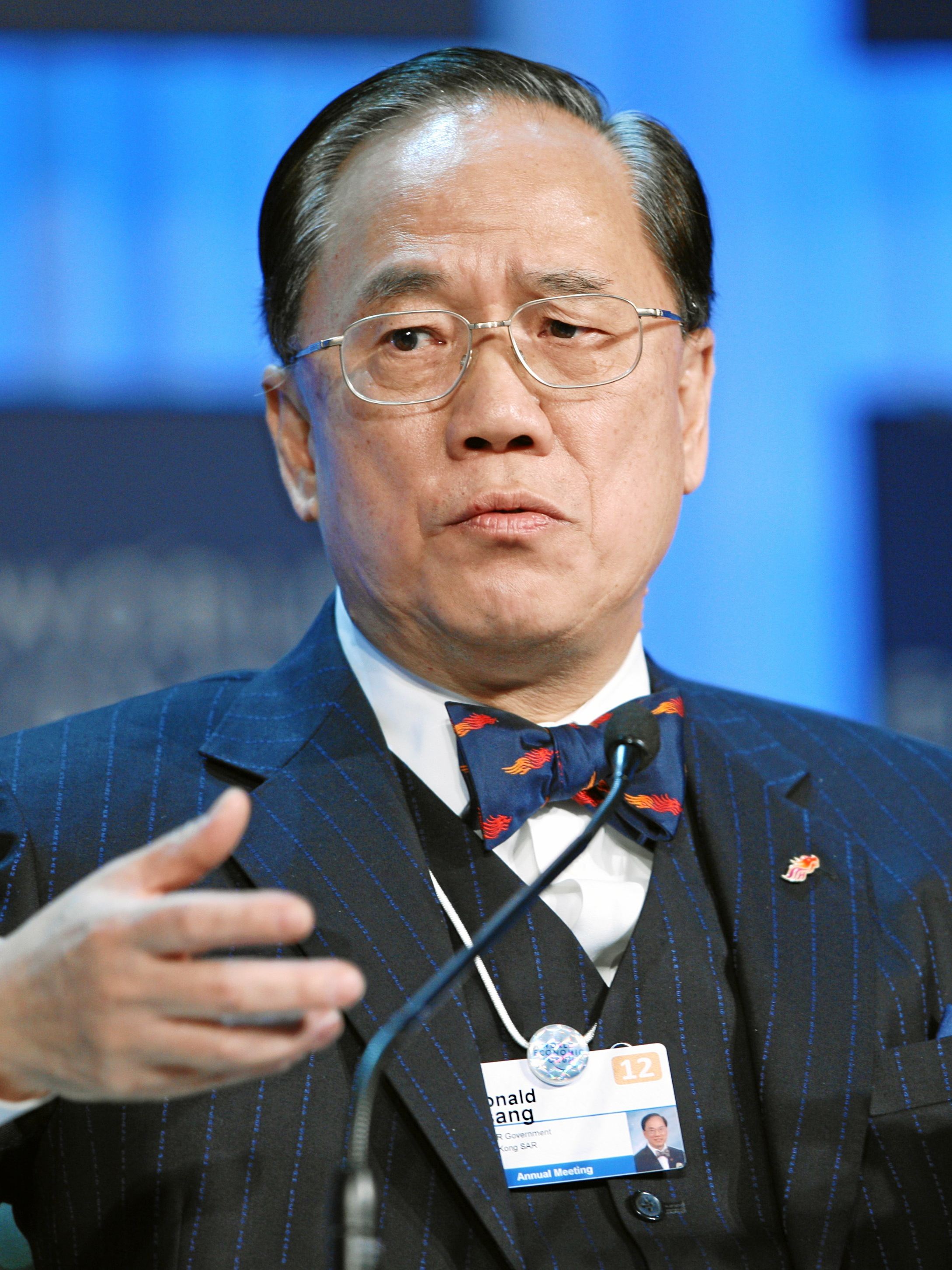
Tăng Âm Quyền ngày 28 tháng 1 năm 2012

Tăng Âm Quyền hay Tằng Âm Quyền (chữ Hán: 曾蔭權; bính âm: Zēng Yīnquán, tên tiếng Anh: Donald Tsang Yam Kuen, sinh 7 tháng 10 năm 1944), là Đặc khu trưởng Hồng Kông từ năm 2005 đến năm 2012.

## Giữ chức vụ Trưởng đặc khu
Tăng Âm Quyền là Trưởng Đặc khu hành chính Hồng Kông thứ hai, sau Đổng Kiến Hoa. Ông là ứng cử viên duy nhất trong cuộc bầu cử Trưởng Đặc khu hành chính và được tuyên bố là thắng cử ngày 16 tháng 6 năm 2005. Sau khi được bầu, ông đã được Chính phủ nước Cộng hòa Nhân dân Trung Hoa phê chuẩn ngày 21 tháng 6 năm 2005. Trước đó, từ tháng ba cùng năm, ông là Quyền Trưởng Đặc khu hành chính sau khi Đổng Kiến Hoa từ chức. Ông đã giữ chức Trưởng Đặc khu hành chính Hong Kong trong vòng 7 năm kể từ 2005 – 2012.

## Vướng vào lao lý
Ngày 22/2/2017, tòa án của đặc khu hành chính Hong Kong kết án 20 tháng tù giam đối với cựu lãnh đạo Tăng Âm Quyền vì sai phạm trong quản lý. Với bản án ngày 22/2, ông là quan chức cao nhất của thành phố này bị kết tội hình sự và cũng là quan chức cao nhất của Hong Kong phải lĩnh án tù.
Phiên tòa kéo dài 6 tuần xét xử ông Tăng Âm Quyền diễn ra vào thời điểm người dân Đặc khu Hong Kong đang mất dần niềm tin vào giới chức lãnh đạo sau hàng loạt vụ tham nhũng bị phanh phui, làm dấy lên những nghi ngờ về mối quan hệ giữa các quan chức và giới chủ doanh nghiệp.
Trước đó, ngày 17/2, ông Tăng Âm Quyền đã bị phán quyết là có tội vì không công khai kế hoạch thuê căn hộ hạng sang của một chủ đầu tư lớn mà chính công ty đó sau này được chính phủ cấp phếp đầu tư vào lĩnh vực phát thanh truyền hình.
Mặc dù vậy, ông Tăng Âm Quyền được phán vô tội trước cáo buộc ông đã không công bố chuyện kiến trúc sư do ông đề xuất lên nhận giải thưởng của chính quyền cũng chính là người thiết kế nội thất cho căn hộ của ông.
Tòa án cũng không ra được phán quyết về cáo buộc ông Tăng Âm Quyền nhận hối lộ để trang trí, sửa sang căn hộ mới. Phiên xét xử lại vấn đề này dự kiến diễn ra vào tháng 9/2017.
Gia đình ông Tăng Âm Quyền rất thất vọng về các phán quyết này và tuyên bố sẽ kháng án.
Năm 2012, ông Tăng Âm Quyền từng xin lỗi vì đã nhận những món quà không thỏa đáng từ những người bạn là doanh nhân như các chuyến du lịch trên du thuyền hạng sang hay máy bay riêng.
Năm 2014, cấp phó của ông Tăng Âm Quyền là Hứa Lão Gia (Hứa Sĩ Nhân hay Rafael Hui theo tên tiếng Anh) cũng đã bị kết án 7 năm rưỡi tù giam vì tội nhận hối lộ từ nhà tài phiệt bất động sản Hong Kong Thomas Kwok.